# ماتي بولوك
ماتي بولوك (بالإنجليزية: Mattie Pollock)‏ هو لاعب كرة قدم بريطاني في مركز الدفاع، ولد في 28 سبتمبر 2001 في Redhill, Surrey ‏ في المملكة المتحدة. لعب مع غريمسبي تاون.